# Gonocerus insidiator
Espèce
Gonocerus insidiator est une espèce d'insectes hétéroptères (punaises) de la famille des Coreidae, présente sur Pistacia, Arbutus et Cistus.

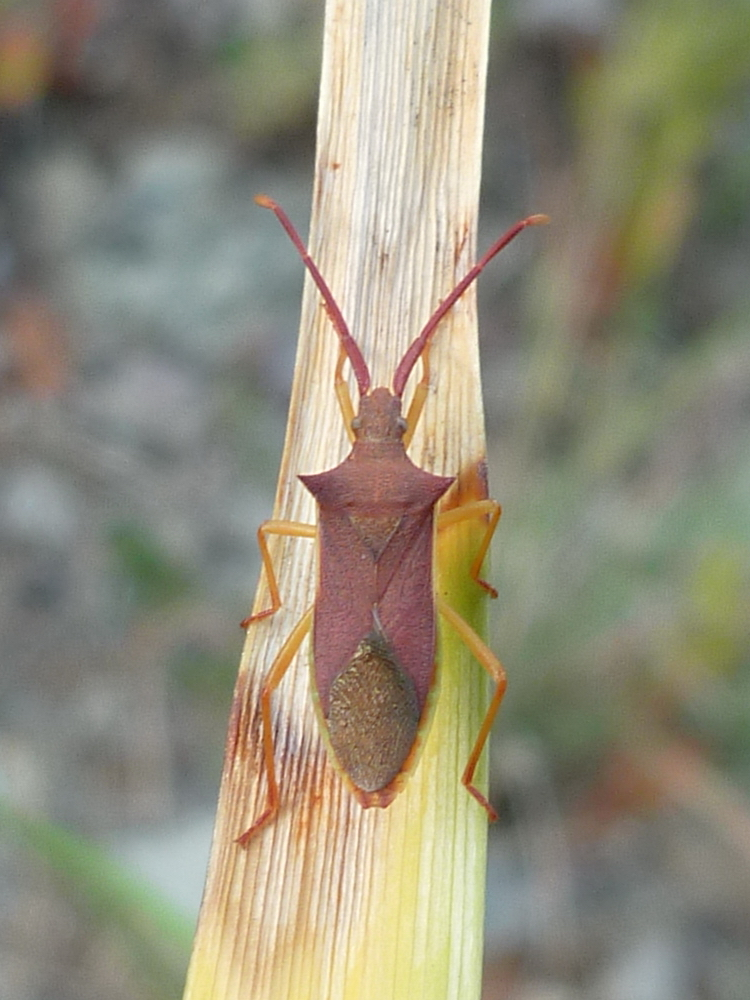

Source : (it) Identification et plantes hôtes selon Natura mediterraneo